# Dossier Nachtwacht
Dossier Nachtwacht is een stripalbum van Agent 327, getekend door Martin Lodewijk. Het dossier is voor het eerst verschenen in stripweekblad Eppo in 1979 (nr. 6 t/m 36 en 43 t/m 45). Het album is het zevende deel van de Oberon/Eppo-reeks, in 1980 uitgegeven door Oberon, en het achtste deel van de nieuwe (op tekst bijgewerkte en opnieuw ingekleurde) reeks, in 2001 uitgegeven door Uitgeverij M. In deze uitgave werden er enkele zaken ingrijpend veranderd bij de herinkleuring; zo werden nu foto's van De Nachtwacht zelf in het verhaal gebruikt, terwijl er in de oorspronkelijke versie er nogal simpele tekeningen voor gebruikt werden.
Het verhaal wordt over het algemeen als een van de leukste uit de reeks beschouwd.

## Verhaal
Het schilderij De Nachtwacht blijkt te zijn gestolen, terwijl daar nu juist de staatsgeheimen achter waren verborgen ("wie zou daar tenslotte zoeken?"). Daarop moeten Agent 327 en Barend op zoek gaan, maar Barend wordt tijdens de speurtocht ontvoerd. Tijdens zijn zoektocht komt Agent 327 op het spoor van Jan Tromp (die niet toevallig op Jan Kruis lijkt) en Boris Kloris, en uiteindelijk ook op het spoor van Paul Poendrop, die van beroemde schilderijen legpuzzels voor zijn vrouw Greta blijkt te snijden.

## Trivia
- In de Nederlandse historische stripreeks Van Nul tot Nu wordt op zeker moment naar dit album verwezen. In "Deel 2" staat op blz. 11, terwijl Ankie en Methusalem Rembrandts "De Nachtwacht" bezichtigen, Agent 327 als suppoost naast het schilderij.
- Poendrop zegt in dit album niks te maken te willen hebben met de "onderwereldpraktijken" van Boris Kloris en reageert geschokt als Boris impliceert dat hij de getuigen wil vermoorden. Later, in De zwarte doos en Het oor van Gogh draait Poendrop zijn hand niet langer om voor moord.